# Православное радио Санкт-Петербурга
«Правосла́вное ра́дио Са́нкт-Петербу́рга» — российская православная радиостанция, вещавшая в Санкт-Петербурге на частоте 828 кГц (362 м), а также вещающая в интернете. Является партнёром Радиогазеты «Слово».

## История
«Православное радио Санкт-Петербурга» впервые вышло в эфир 9 ноябре 1997 года на частоте средних волн 437 м (684 кГц). По воспоминаниям Василия Ивановича Стамова, «Когда мы ещё только готовились к выходу в эфир, записывали передачи, брали интервью, мы очень хотели выйти в эфир 1 ноября, в день рождения Иоанна Кронштадтского. Хотели, чтобы именно этот святой стал нашим Небесным покровителем. Но не получилось, как мы хотели. Первый эфир <…> был восемью днями позже. Открыли мы церковный календарь и ахнули: это же день преподобного Нестора Летописца! А мы ведь тоже ведём своеобразную радиолетопись Православной жизни нашего города. Так сам собой решился вопрос о нашем Небесном покровителе».
Радиостанция расположилась на территории завода АТИ, директор которого, Сергей Васильев, помимо своих трудовых обязанностей, был ктитором расположенного при заводе православного храма, бессменно руководит и «Православным радио Санкт-Петербурга».
По словам Сергея Васильева, «создавалось в Санкт-Петербурге православное радио всем миром: кто-то приходил с готовыми передачами, кто-то с техническими средствами, кто-то с советом и пожертвованиями. И эту традицию удалось сохранить. Поэтому есть все основания назвать это радио — народным, радио православных мирян».
В ночь с 3 на 4 марта 2007 года в Санкт-Петербурге прекращено вещание радио «НЕРС» (684 кГц) на волнах которого работали Радиогазета «Слово», «Православное радио Санкт-Петербурга» и радио «Радонеж». Как объяснили в Росохранкультуре, 2 марта 2007 года владевшая лицензией «Радиорелейная служба Нерс» лишена прав на вещание на данной частоте в Санкт-Петербурге и ближайших пригородах по причине того, что вместо предусмотренных лицензией программ собственного производства арендатор предоставлял эфирное время станциям-субарендаторам.
Директор «Православного Радио Санкт-Петербурга» Сергей Васильев связал данное закрытие с деятельностью других радиостанций, вещавших на этой частоте: «это не нас лишили эфира, мы из 24 часов вещали всего 3 часа на этой волне. Грубо говоря, целили в кого-то другого, а попали по всем. Скорее всего это, это какая-то политическая кампания, но связана она не с нами».
Главный редактор «Православного радио Санкт-Петербурга» Василий Стамов вспоминал:

Люди нам писали, звонили. Мы чувствовали, что за нас молятся. У нас были специальные диспетчеры на телефоне, которые несмотря ни на что записывали имена для совместной молитвы по соглашению… И за нас молился наш духовник — протоиерей Иоанн Миронов. <…> Конечно, мы очень переживали. Вначале мы надеялись на поддержку каких-то общественных организаций, но на деле не получили её. Оказалось, что мы можем полагаться в таких ситуациях не на какие-то организации, а только на рядовых слушателей. Они-то как раз нас не оставили в беде, собирали подписи в нашу поддержку, отправляли письма в различные инстанции… Есть люди, которые болезнью прикованы к дому и не могут пойти в храм. Вот они нам говорили с горечью, что для них с уходом из эфира нашего радио словно наглухо закрыли в доме окно.
8 апреля 2007 года было организовано интернет-вещание. Подготовленная четырёхчасовая программа «прокручивается» в течение суток шесть раз.
26 сентября 2007 году ООО «СЛОВО», в состав которого вошли «Радиогазета „Слово“» и «Православное радио Санкт-Петербурга» на Федеральной конкурсной комиссии по телерадиовещанию в Москве выиграло конкурс на частоту 828 кГц (362 м), концепция предполагает на этой частоте вещание 16 часов Радиогазеты «Слово» и 8 часов «Православного радио Санкт — Петербурга». 1 марта 2008 года обе радиостанции возобновили вещание на данной частоте.
В ноябре 2009 года директор радиостанции Сергей Васильев был удостоен медали «Памяти митрополита Лавра». Награду вручил представитель Русской Зарубежной Церкви инок Всеволод (Филипьев). Для участников праздничного вечера был организован концерт.
11 ноября 2012 года в зале Православного драматического театра «Странник» в Петербурге состоялся торжественный праздничный вечер, посвященный 15-летию Православного радио Санкт-Петербурга.
С 7 января 2022 года после трансляции Рождественского богослужения радиостанция прекратила вещание на средних волнах на частоте 828 кГц и ушло в Интернет-вещание.